# Disco magnetico
Un disco magnetico, in informatica, è una tipologia di supporto di memorizzazione a memoria magnetica che si contraddistingue per avere forma fisica discoidale.
Attualmente il disco magnetico è ampiamente utilizzato come supporto di memoria di massa ma il suo utilizzo futuro è seriamente minacciato dai supporti di memoria a stato solido. Tali supporti infatti stanno acquisendo quote di mercato sempre maggiori in precedenza detenute dal disco magnetico.

## Storia

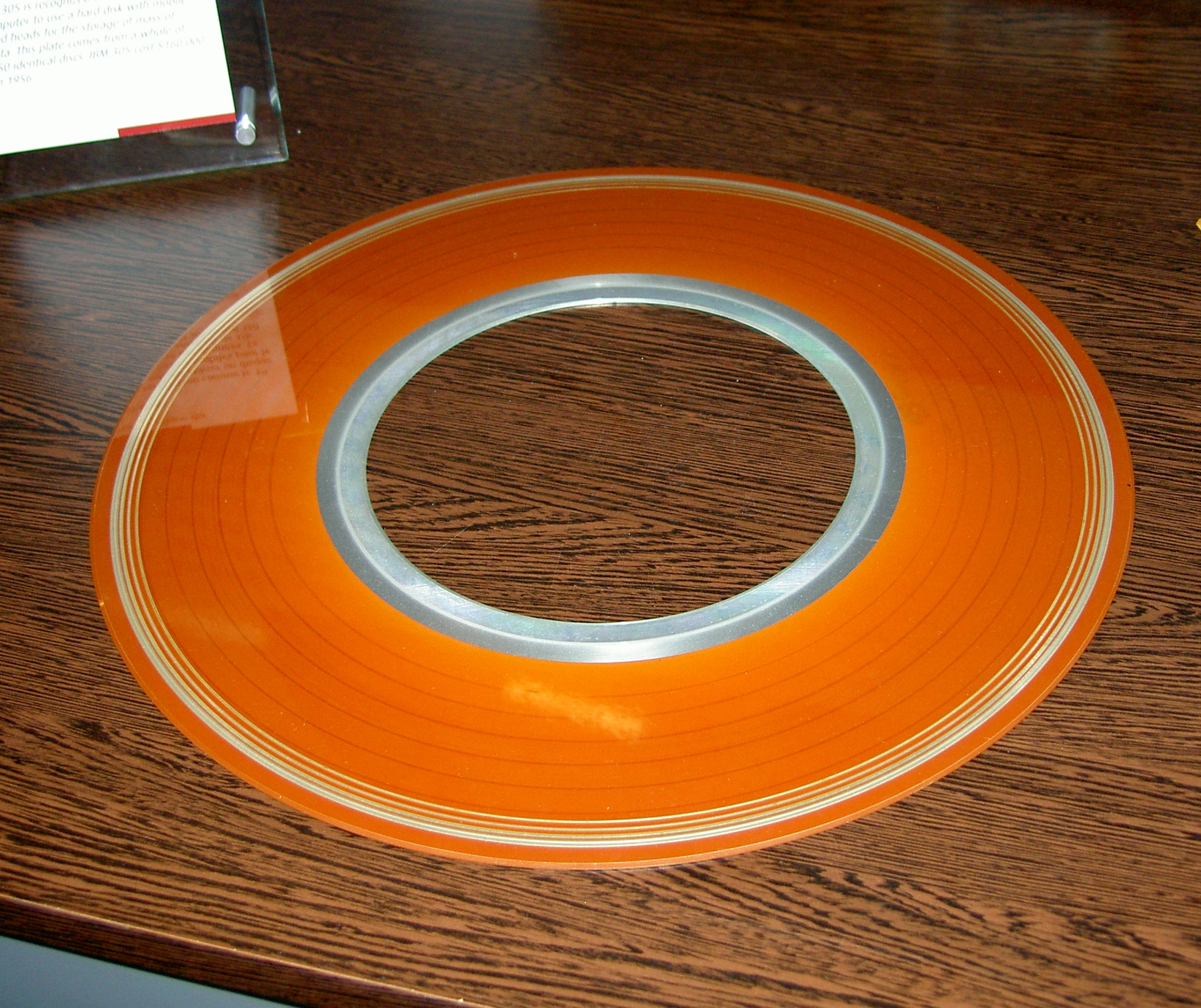
Un disco fisso dell'IBM 350 Disk File

Il disco magnetico è stato inventato, negli anni Cinquanta del secolo scorso, da un gruppo di ricercatori dell'IBM guidato da Reynold B. Johnson. Per tale motivo Reynold B. Johnson è considerato il padre del disco magnetico. I primi dischi magnetici disponibili in commercio sono stati i dischi fissi dell'IBM 350 Disk File, il blocco dell'IBM 350 Disk Storage Unit contenente i dischi magnetici. Annunciato il 4 settembre 1956, l'IBM 350 Disk Storage Unit è infatti il primo modello di unità a disco magnetico disponibile in commercio. L'IBM 350 Disk File contiene 50 dischi fissi, caratterizzati da un diametro di 24 pollici, sui quali complessivamente è possibile memorizzare fino a 5 milioni di caratteri a 6 bit (quindi 3,75 MB). I primi dischi magnetici removibili sono stati disponibili in commercio qualche anno dopo. I primi in assoluto sono stati i dischi rigidi dell'IBM 1316 Disk Pack, il blocco dell'IBM 1311 Disk Storage Drive contenente i dischi magnetici. Annunciato l'11 ottobre 1962, l'IBM 1311 Disk Storage Drive è infatti il primo modello di unità a disco magnetico disponibile in commercio in grado di utilizzare dischi magnetici removibili. L'IBM 1316 Disk Pack contiene 6 dischi rigidi, caratterizzati da un diametro di 14 pollici, sui quali complessivamente è possibile memorizzare fino a 2 milioni di caratteri a 6 bit (quindi 1,5 MB). Anche il disco flessibile è stato inventato dall'IBM. La sua commercializzazione è iniziata nel 1971. Inizialmente l'IBM ha commercializzato unità a disco flessibile in grado esclusivamente di leggere i dischi flessibili. Unità a disco flessibile in grado anche di scrivere i dischi flessibili erano utilizzati internamente all'IBM. Quindi inizialmente il disco flessibile è stato utilizzato esclusivamente per la distribuzione di software agli utenti (similmente a quanto succede oggi con il CD-ROM o il DVD-ROM). Solo in seguito sono state commercializzate le prime unità a disco flessibile in grado anche di scrivere i dischi flessibili.

## Descrizione
Almeno una faccia del disco magnetico (eventualmente entrambe le facce) sono ricoperte da uno strato di sostanza magnetizzabile. Tale strato, opportunamente magnetizzato, permette di scrivere le informazioni sul disco magnetico. Il disco magnetico è sempre stato utilizzato come supporto digitale binario. La minima unità di informazione scrivibile su un supporto digitale binario è chiamata "bit" e può assumere solo due valori. Sono quindi necessari solo due valori di magnetizzazione per rappresentare le informazioni su un disco magnetico utilizzato come supporto digitale binario. Di norma però, al fine di rendere più semplice la scrittura e la lettura delle informazioni sul disco magnetico, non vengono utilizzati due valori di magnetizzazione ma due intervalli di valori di magnetizzazione. In tal modo si rende molto più difficile il verificarsi di un errore di scrittura o lettura delle informazioni.

## Tipologie
Due sono le tipologie principali di dischi magnetici:
- disco rigido;
- disco flessibile.

### Disco rigido
Il disco rigido (anche chiamato "hard disk") è un disco magnetico caratterizzato da una buona rigidità fisica. Il dispositivo destinato alla lettura delle informazioni contenute nel disco rigido, e di norma anche alla scrittura delle informazioni sul disco rigido, è l'unità a disco rigido. Le unità a disco rigido prodotte attualmente non sono predisposte per la facile e immediata rimozione del disco rigido. In altri termini il disco rigido delle unità a disco rigido prodotte attualmente è un supporto di memoria non removibile. Il disco rigido non removibile è anche chiamato "disco fisso" o "fixed disk". In passato sono state prodotte unità a disco rigido predisposte per la facile e immediata rimozione del disco rigido. In tali unità a disco rigido, il disco rigido è quindi un supporto di memoria removibile. All'interno dell'unità a disco rigido possono essere contenuti uno o più dischi rigidi.

### Disco flessibile
Il disco flessibile (anche chiamato "floppy disk") è un disco magnetico caratterizzato da una buona flessibilità fisica. Il dispositivo destinato alla lettura delle informazioni contenute nel disco flessibile, ed eventualmente anche alla scrittura delle informazioni sul disco flessibile, è l'unità a disco flessibile. L'unità a disco flessibile, di norma, è predisposta per la facile e immediata rimozione del disco flessibile. In altri termini il disco flessibile è un supporto di memoria removibile.